# Запобігання виникненню надзвичайних ситуацій техногенного та природного характеру
Запобігання виникненню надзвичайних ситуацій техногенного та природного характеру - підготовка і реалізація комплексу правових, соціально-економічних, політичних, організаційно-технічних, санітарно-гігієнічних та інших заходів, спрямованих на регулювання техногенної та природної безпеки, проведення оцінки рівнів ризику, завчасне реагування на загрозу виникнення надзвичайної ситуації техногенного та природного характеру на основі даних моніторингу, експертизи, досліджень та прогнозів щодо можливого перебігу подій з метою недопущення їх переростання у надзвичайну ситуацію техногенного та природного характеру або пом'якшення її можливих наслідків.

## Запобігання надзвичайним ситуаціям в Україні
Функції запобігання  надзвичайним ситуаціям техногенного та природного характеру в Україні виконує Єдина державна система запобігання і реагування на надзвичайні ситуації техногенного і природного характеру, положення про яку затверджено Постановою Кабінету Міністрів України № 1198.
Ця система включає в себе:
- центральні та місцеві органи виконавчої влади
- державні підприємства
- установи та організації, які здійснюють нагляд за забезпеченням техногенної і природної безпеки, організація проведення роботи по запобіганню НС з метою захисту населення, території та довкілля.

## Оперативно-рятувальна служба України
Кодексом цивільного захисту України головним  аварійно-рятувальним підрозділом держави визначено Оперативно-рятувальну службу цивільного захисту України Державної служби України з надзвичайних ситуацій.

## Прогнозування наслідків
Науковими розробками в галузі прогнозування наслідків НС займається Міжнародна громадська група незалежних фахівців з питань прогнозування наслідків катастроф і надзвичайних ситуацій.